# バビロンの陽光
『バビロンの陽光』（アラビア語: ابن بابل、英語: Son of Babylon）は、2011年公開のイラク映画。
2010年のベルリン国際映画祭で、アムネスティ国際映画賞と平和映画賞をダブル受賞。2010年度アカデミー賞外国語映画賞イラク代表作品にも選ばれている。

## ストーリー
2003年、イラク。フセイン政権崩壊から３週間後、戦地から戻らない息子を探すために、祖母は12歳の孫・アーメッドを連れて旅に出る。父の顔を知らないアーメッド。父子を繋ぐのは、父が残した縦笛だけだった。二人はヒッチハイクをしながら、バスを乗り継ぎ、様々な出会いと別れを繰り返し、やがて訪れる運命の瞬間へと一歩一歩近づいていく。

## キャスト
- ヤッセル・タリーブ - アーメッド
- シャーザード・フセイン - イブラヒム
- バシール・アルマジド - ムサ